# Creu de Sant Gregori de la Geltrú
La Creu de Sant Gregori de la Geltrú és una obra de Vilanova i la Geltrú (Garraf) protegida com a Bé Cultural d'Interès Local.

## Descripció
Creu d'entrada de poble composta per una base de tres esglaons, un fust llis, un capitell -tots de secció octogonal- i la creu pròpiament dita com a coronament. El capitell està decorat amb vuit relleus figuratius molt desdibuixats. La creu és trebolada amb Jesús crucificat per una banda i la Verge per l'altra. Tot l'element està sobrealçat per un plint octogonal.